# 1904年セントルイスオリンピックのテニス競技
1904年セントルイスオリンピックのテニス競技（1904ねんセントルイスオリンピックのテニスきょうぎ）の成績結果に関する記事。

## 大会の流れ
- 実施部門は男子シングルス・男子ダブルスの2部門のみで、女子選手の競技はなかった。
- この大会では、準決勝で敗退した選手2名 / 2組による「銅メダル決定戦」は行わず、両方に銅メダルを授与した。

## メダル受賞者
| 種目           | 金                                                           | 銀                                                           | 銅                                                               |
| -------------- | ------------------------------------------------------------ | ------------------------------------------------------------ | ---------------------------------------------------------------- |
| 男子シングルス | ビールズ・ライト アメリカ合衆国 (USA)                        | ロバート・ルロイ アメリカ合衆国 (USA)                        | アルフォンゾ・ベル アメリカ合衆国 (USA)                          |
| 男子シングルス | ビールズ・ライト アメリカ合衆国 (USA)                        | ロバート・ルロイ アメリカ合衆国 (USA)                        | エドガー・レナード アメリカ合衆国 (USA)                          |
| 男子ダブルス   | エドガー・レナード and ビールズ・ライト アメリカ合衆国 (USA) | アルフォンゾ・ベル and ロバート・ルロイ アメリカ合衆国 (USA) | ジョセフ・ウェア and アレン・ウェスト アメリカ合衆国 (USA)       |
| 男子ダブルス   | エドガー・レナード and ビールズ・ライト アメリカ合衆国 (USA) | アルフォンゾ・ベル and ロバート・ルロイ アメリカ合衆国 (USA) | クラレンス・ギャンブル and アーサー・ウェア アメリカ合衆国 (USA) |

## 競技結果

### 男子シングルス
準決勝
- ビールズ・ライト vs.  アロンゾ・ベル　6-3, 6-4
- ロバート・ルロイ vs.  エドガー・レナード　6-3, 6-3
  - （準決勝敗退の両選手に、銅メダルを授与）

決勝
- ビールズ・ライト vs.  ロバート・ルロイ　6-4, 6-4

### 男子ダブルス
準決勝
- ビールズ・ライト＆エドガー・レナード vs.  クラレンス・ギャンブル＆アーサー・ウェア　6-1, 6-2
- アロンゾ・ベル＆ロバート・ルロイ vs.  ジョセフ・ウェア＆アレン・ウェスト　2-6, 6-1, 6-2
  - （準決勝敗退の両ペアに、銅メダルを授与）

決勝
- ビールズ・ライト＆エドガー・レナード vs.  アロンゾ・ベル＆ロバート・ルロイ　6-4, 6-4, 6-2

## 国別メダル受賞数
| 順   | 国・地域       | 金 | 銀 | 銅 | 計 |
| ---- | -------------- | -- | -- | -- | -- |
| 1    | アメリカ合衆国 | 2  | 2  | 4  | 8  |
| 総計 | 総計           | 2  | 2  | 4  | 8  |